# 憶古樂團
憶古樂團（法語：Doulce mémoire）是一支來自法國的樂團，由長笛家韓森·塔特於1989年成立，樂團總部位於盧瓦爾河流域，盧瓦爾河流域是法國的重要文化遺產，具有大量文藝復興時期的建築，與樂團的宗旨不謀而合，樂團專研古樂，旨在重現文藝復興音樂。樂團特色是除了在演奏廳奏樂外，更會像文藝復興時期的宮廷樂師演奏給法國國王一樣，在古老的城堡中演奏。